# Club Deportivo Salamanca FF
El Club Deportivo Salamanca Fútbol Femenino es un equipo de fútbol de la localidad de Salamanca (España), especializado en los equipos femeninos de jugadoras aficionadas.

## Historia
Los orígenes del club se remontan a 2012, siendo destacable la labor impulsora del fútbol femenino que ha realizado el club desde sus inicios.
El 21 de mayo de 2017 fueron campeonas de la cuarta edición del Torneo Diputación de fútbol femenino, celebrado en Zamora.
Las temporadas 2019/2020 y 2020-21, años en los que milita en la Primera Nacional Femenina de España, el Club colaboró mediante un acuerdo de fusión con el Salamanca Club de Fútbol UDS, anteriormente conocido como Unión Deportiva Salamanca, por lo cambia su denominación por la de 'Salamanca UDS Femenino', adoptando el escudo y colores del Salamanca UDS, y jugando en el Estadio Helmántico sus partidos de mayor repercusión. El 31 de mayo de 2021 el Salamanca Femenino finaliza el convenio y decide no renovarlo por lo que recupera su denominación inicial.
El CD Salamanca FF milita en el grupo II de la Tercera Federación Femenina de España durante la temporada 2023-24.

## Equipos
El equipo sénior ha militado en Primera Nacional Femenina de España y más recientemente en la Tercera Federación Femenina de España 2023-24). El equipo filial milita en la Primera Regional. Cuenta además con otros equipos femeninos: dos infantiles, dos alevines, y uno de benjamines.
Algunas jugadoras formadas en la cantera de este club han sido fichadas por equipos de la Primera Federación Femenina de España, como Paula Sánchez, jugadora fichada por el Real Madrid Club de Fútbol "B" (femenino), o Carmen Álvarez y Laura Rodríguez, incorporadas al filial del Club Atlético de Madrid Femenino.

## Estadio
En las temporadas más recientes, los distintos equipos del C.D. Salamanca F.F. han disputado sus encuentros en el Complejo Deportivo «Vicente del Bosque» de Salamanca.